# Bizarre Records
Bizarre Records, zelf simpelweg Bizarre genoemd, was een platenlabel, opgericht door muzikant Frank Zappa en zijn zakenpartner en manager Herb Cohen. Het motto was muzikaal en sociologisch materiaal aan te bieden, dat de belangrijke platenlabels de maatschappij onthielden.

## Geschiedenis
Bizarre werd oorspronkelijk opgericht als Bizarre Productions, een productiebedrijf met als Zappa's doel meer creatieve controle te krijgen geven over zijn eigen werk en zijn plannen, die hij had als producer voor anderen. In 1967 miste Verve Records de deadline om hun optie op het platencontract, dat zij met de  Mothers of Invention hadden, te verlengen, waardoor Zappa en Cohen Bizarre Records konden beginnen. Met Verve werd een samenwerkingsdeal gesloten en de eerste platen werden onder beide labels uitgebracht.
Als eerste verscheen er op Bizarre begin 1968 een single van Wild Man Fischer, en als eerste album We're Only in It for the Money van de Mothers of Invention. Het bedrijf produceerde ook het album Sandy's Album Is Here at Last van singer-songwriter Sandra Hurvitz, later bekend als Essra Mohawk. Deze albums werden allemaal uitgebracht met als label Verve Records, waaraan het Bizarre-logo op de hoes was toegevoegd.
Begin 1969 werd een distributie-overeenkomst gesloten met de Warner Bros. Records- labelgroep, waartoe ook Reprise Records behoorde. Het eerste album met het blauwe Bizarre-label werd het Mothersalbum Uncle Meat. Als zusterlabel van Bizarre werd tegelijkertijd Straight Records opgericht, met als bedoeling op Bizarre avantgarde en op Straight meer mainstream artiesten uit te brengen. De eerste albums op Bizarre waren het dubbelalbum The Berkeley Concertvan Lenny Bruce en een dubbelalbum van Wild Man Fischer,  getiteld An Evening with Wild Man Fischer. Op Straight verscheen Permanent Damage van The GTOs.
De oorspronkelijke scheiding tussen Bizarre en Straight pakte echter niet uit als verwacht vanwege problemen met de distributie en het management. Dit leidde tot een aantal albums op het Straight-label, die verre van mainstream waren, zoals die van Captain Beefheart, Alice Cooper en de GTOs. Zappa en de Mothers of Invention waren de enige artiesten die op Bizarre bleven. Zappa bracht in de periode van  1969 tot en met 1972 acht van Zappa-albums uit op Bizarre, zowel met als zonder de Mothers. Het enige project van Zappa dat toen niet op Bizarre verscheen, was het soundtrackalbum van de film 200 Motels, dat uitgebracht werd door United Artists Records in 1971.
In 1973 eindigden de oorspronkelijke distributiecontracten tussen Bizarre en Straight met Warner. Veel Bizarre- en Straight-opnamen werden opnieuw uitgebracht onder het Warner of Repriselabel. Heruitgaven uit de jaren 1970 kregen een oranje Reprise Records-label, soms met een Bizarre-logo. Zappa en Cohen richtten in 1973 DiscReet Records op, opnieuw met distributie via Warner. In de periode 1987 tot aan Zappa's dood in 1993 werden sommige opnamen door Zappa geremasterd (sommige nummers werden geremixt en uitgebreid) en aan Rykodisc verhuurd voor heruitgave. Na Zappa's dood in 1993 verslechterde de relatie tussen zijn weduwe Gail Zappa en Ryko, en uiteindelijk sloot ze in 2012 een deal met de  Universal Music Group om de gehele catalogus het jaar daarop opnieuw uit te brengen.
In 1988 kreeg Cohen van Warner een licentie om een aantal albums die waren uitgebracht op Bizarre en Straight opnieuw uit te brengen, waaronder albums van Tim Buckley, Alice Cooper en Captain Beefheart. Hij noemde het label "Bizarre/Straight Records" en bracht de albums uit via  Enigma Retro. Bizarre/Straight bracht ook Lenny Bruce's The Berkeley Concert uit op cd en cassette. Nadat Enigma in 1991 failliet ging  verhuisde het label voor een aantal jaren naar Rhino Records. Een aantal albums die op Bizarre/Straight waren uitgebracht, werden uiteindelijk opnieuw uitgebracht op Manifesto Records, een label dat in 1995 werd opgericht  door Evan Cohen, de neef van Herb Cohen. An Evening with Wild Man Fischer werd uiteindelijk in maart 2016 op cd uitgebracht.
In juni 2018 werd een heruitgave van Captain Beefheart and his Magic Band 's Trout Mask Replica in een luxe uitvoering uitgebracht door Third Man Records.

## Discografie

### Albums
- Sandy Hurvitz – Sandy's Album Is Here at Last - 9 december 1968 - V6-5064
- Lenny Bruce – The Berkeley Concert - 17 februari 1969 - 2XS-6329
- The Mothers of Invention – Mothermania: The Best of The Mothers - 24 maart 1969 - V6-5068
- The Mothers of Invention – Uncle Meat - 21 april 1969 - 2MS-2024
- Wild Man Fischer – An Evening with Wild Man Fischer - 28 april 1969 - 2XS-6332
- Frank Zappa – Hot Rats - 15 oktober 1969 - RS-6356
- Various – Zappéd - 10 november 1969 - PRO368
- The Mothers of Invention – Burnt Weeny Sandwich - 9 februari 1970 - RS-6370
- The Mothers of Invention – Weasels Ripped My Flesh - 10 augustus 1970 - MS-2028
- Frank Zappa  – Chunga's Revenge - 23 oktober 1970 - MS-2030
- The Mothers of Invention – Fillmore East – June 1971 - 2 augustus 1971 - MS-2042
- The Mothers of Invention – Just Another Band from L.A. - 26 maart 1972 - MS-2075
- Frank Zappa – Waka/Jawaka - 5 juli 1972 - MS-2094
- The Mothers – The Grand Wazoo - 27 november 1972 - MS-2093

## Lijst met Bizarre Records-artiesten
- Frank Zappa
- The Mothers of Invention
- Wild Man Fischer
- Lenny Bruce
- Sandy Hurvitz